# Najla Mangoush
Najla Mangoush o Najla El Mangoush (àrab: نجلاء المنقوش, Najlāʾ al-Manqūx) (Londres, segle xx) és una advocada i política líbia, especialitzada en mediació de conflictes i transicions i processos de pau. Des del 16 de març de 2021 és Ministra d'Afers Exteriors de Líbia en el Govern d'Unitat Nacional d'Abdul Hamid Dbeibé. És la primera dona en la història de Líbia que ha assumit el càrrec i la quarta en el món àrab.

## Biografia
Algunes fonts consideren que la seva ciutat natal és Trípoli tot i que es va criar a Bengasi i d'altres assenyalen que va néixer i es va criar a Bengasi. Advocada de formació, es va graduar a la Facultat de Dret de la Universitat de Garyunis l'any 1995 on, anys més tard, va realitzar un màster en Dret Penal (2007-2009) i on també va ser professora.
Durant la revolució de 2011 va ser membre del Consell Nacional de Transició de Líbia, responsable de coordinar les ciutats líbies que s'oposaven al règim de Muamar al Gadafi. Va actuar com a cap de la Unitat de Participació Pública, una organització de la societat civil que va contribuir a articular les veus independents i que va formar els responsables polítics des d'un enfocament col·laboratiu no violent cap a la pau.
Va aconseguir una beca Fulbright i es va graduar al Centre per a la Justícia i la Construcció de la Pau de la Universitat Eastern Mennonite, a Harrisonburg (2013-2015) i va realitzar un màster en transformació de conflictes a la Universitat Eastern Ilinois, abans de continuar el seu doctorat a l'Escola d'Anàlisi i Resolució de Conflictes, amb especialització en transicions de guerra a pau i processos de pau a la Universitat George Mason de Virgínia.
Com a experta en resolució de conflictes va ser representant a Líbia de l'Institut per al United States Institute of Peace i també ha exercit com a Oficial de Programes per a la Construcció de la Pau i el Dret Tradicional en el Center for World Religions, Diplomacy and Conflict Resolution (CRDC) de la Universitat George Mason.
Ha desenvolupat la seva carrera com a investigadora independent en qüestions sobre la transició a la pau en temps de guerra, mediació de conflictes, negociació política, dret internacional i Justícia transicional.
És membre de diferents organitzacions de la societat civil, entre els quals Dones Líbies per a la Pau (LWPP).

### Ministra d'Afers exteriors de Líbia

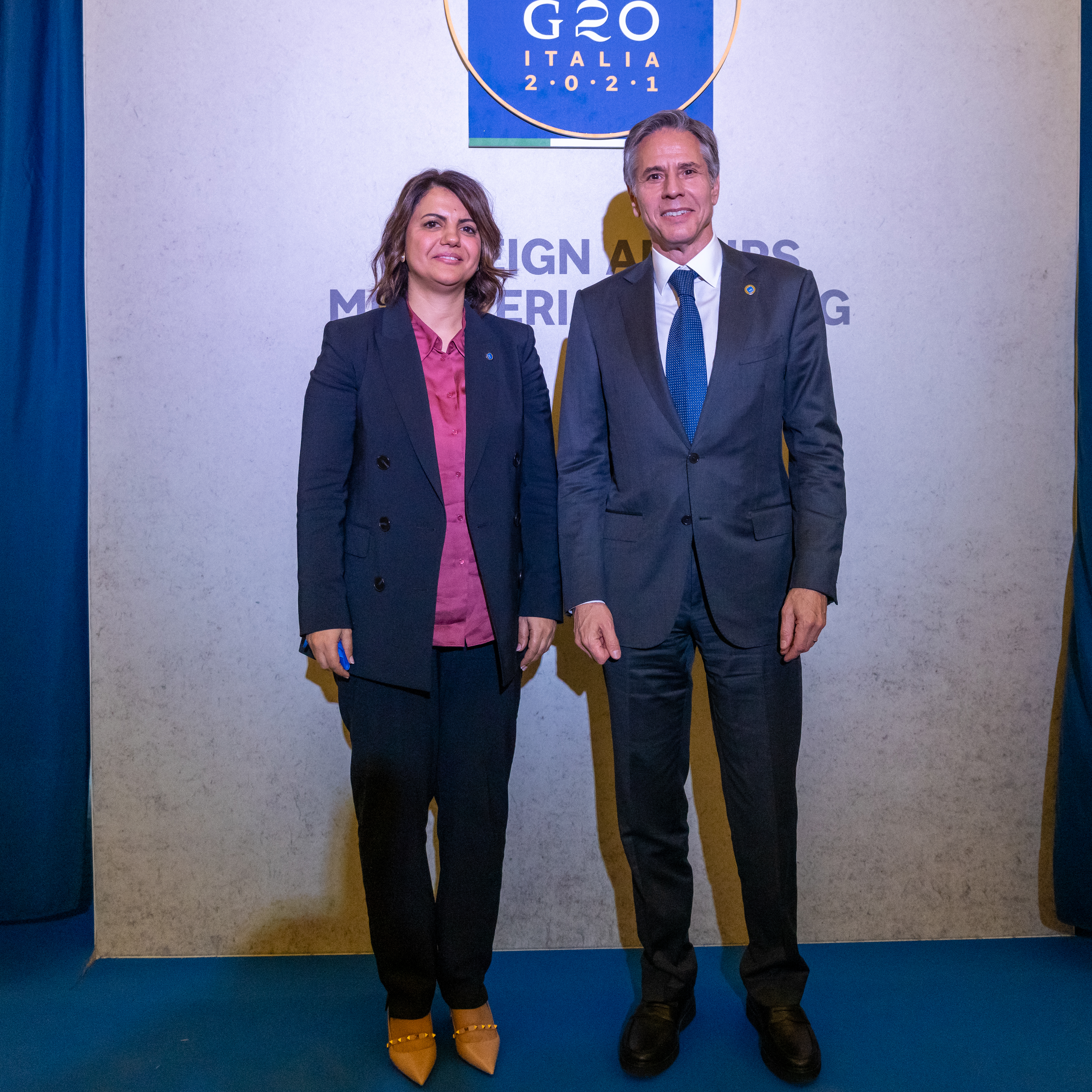
Mangoush es troba amb el Secretari d'Estat dels Estats Units Antony J. Blinken a Bari, Itàlia el 29 de juny de 2021.

El 16 de març de 2021 va assumir el càrrec de Ministra d'Afers Exteriors en el Govern d'Unió Nacional de transició d'Abdul Hamid Dbeibé convertint-se en la primera dona a assumir aquest càrrec a Líbia i en la quarta ministra d'exteriors en la història del món àrab. El seu predecessor oficial en el càrrec va ser Mohamed Taher Siala des de 2016 en el govern de Fayez Al-Sarrah reconegut per les Nacions Unides. També actuava com a Ministre d'Afers Exteriors en el govern en rebel·lió de Tobruk liderat per Abdulah al Zani a l'Est de Líbia Mohammed Al-Dairi
El 6 de novembre de 2021, el Consell de Presidència va suspendre Mangouch per haver seguit una política exterior sense coordinació amb el Consell. També se li va prohibir viatjar.
L'any 2021, Mangoush va ser inclosa a la llista 100 Women BBC.
El 27 d'agost de 2023, després de la retransmissió de la reunió entre Najla Mangoush i el ministre israelià Eli Cohen, va ser suspesa i es va obrir una investigació contra ella.